# ده علی‌احمد لک‌زایی
ده علی احمد لک‌زایی یک منطقهٔ مسکونی در ایران است که در دهستان قرقری واقع شده‌است. ده علی احمد لک‌زایی ۳۳ نفر جمعیت دارد.